# Situation des personnes LGBT+ en Tunisie
La situation des personnes LGBT+ en Tunisie est difficile car ils doivent faire face à des lois et une société particulièrement transphobe et homophobe. L'article 230 du code pénal prévoit ainsi jusqu'à trois ans de prison pour un rapport sexuel entre adultes consentants et l'impossibilité de changement de statut civil pour les personnes transgenres. La vie communautaire est limitée à de la protection contre les persécutions légales.

## Histoire

### Contexte

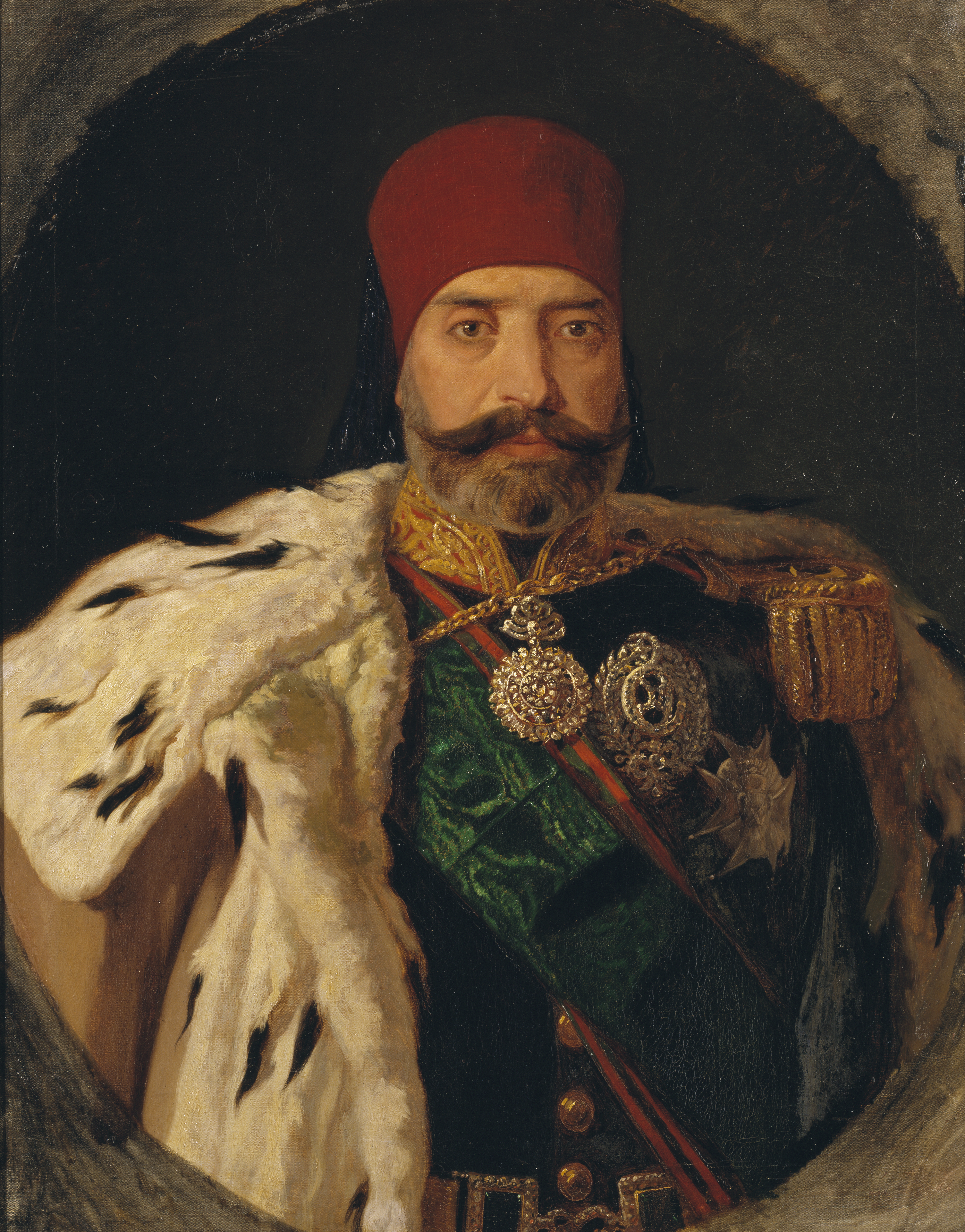
Portrait de Sadok Bey.

De la fin du XVIIIe siècle au début du XXe siècle, les hommes homosexuels, malgré la stigmatisation, ont des rôles sociaux en Tunisie comme dans le reste du monde arabo-musulman : ils servent d'intermédiaire entre les mondes masculins et féminins dans les fêtes de mariage, sont invités chez les hommes en présence de leurs épouses, et sont admis dans les espaces privés féminins au même titre que les aveugles. De plus, les relations homosexuelles sont fréquentes dans les cours beylicales et les familles aristocrates tunisiennes, comme pendant l'époque hafside où, selon la documentation, un grand nombre d'hommes « efféminés » offrent leur compagnie à des hommes de cour, tout en se présentant comme chanteurs et danseurs, ou comme le souverain husseinite Sadok Bey qui est ouvert sur sa relation intime avec son vizir Mustapha Ben Ismaïl.
Pour les classes moyennes et pauvres, les rencontres se font dans tous les lieux privés et publics possibles, comme les hammams, les boutiques des barbiers, les zaouïas, mais surtout les lieux accessibles aux voyageurs comme les fondouks, les hammams et les oukalas. D'ailleurs, le voyageur Jacques Philippe Laugier de Tassy décrit dans son journal en 1725 que « la sodomie est fort en usage parmi les Turcs d'Alger, les deys, les beys et les principaux en donnent l'exemple ». À noter que la sodomie est alors interdite dans la société tunisienne, qu'elle soit homosexuelle ou hétérosexuelle. En effet, elle a constitué pendant des siècles l'une des rares situations où la femme musulmane tunisienne avait le droit de demander le divorce. Selon la culture populaire, quand une femme voulait se séparer d'un mari sodomite avec elle, elle devait se présenter au cadi et s'accroupir en sa présence tout en posant ses chaussures à l'envers, ce signifiait que le mari la fréquentait à l'envers.

### Criminalisation de l'homosexualité
La situation change pour les personnes homosexuelles, surtout les hommes, avant et après l'installation du protectorat français.

#### Avant 1913
L'homosexualité, qu'elle soit masculine ou féminine, a toujours été considérée comme un tabou caché par la sutrah que les Tunisiens évitaient de discuter. De plus, ce n'est pas l'homosexualité qui est activement recherchée et condamnée par les institutions, mais plutôt l'absence de consentement entre les deux personnes. L'historien Abdelhamid Larguèche confirme cette hypothèse à travers son livre Les Ombres de la ville, où il recense toutes les arrestations pour cause de sodomie qui ont lieu à Tunis entre 1861 et 1865 et qui sont au nombre de 62. Dans la quasi-totalité des cas, il s'agit de viols selon l'historien.
Quant à la réglementation, elle est régie pour les musulmans tunisiens par la charia représentée par les cadis dans les différentes villes, qui se référent dans leurs décisions à des juges appartenant au rite malikite (pour les indigènes tunisiens surtout) ou bien hanafite (pour les Tunisiens d'origine turque dans la plupart des cas). Dans les deux cas, l'homosexualité est théoriquement punie car classée comme une forme de désobéissance aux commandements d'Allah (fasiq), mais pas comme un acte d'apostasie (kufr). Dans le rite malikite, elle est punie par lapidation. L'une des documentations les plus importantes de cette règle dans la société tunisienne musulmane remonte au XIVe siècle dans Le Précis de Sidi Khalil, un livre écrit par un juriste égyptien, Khalil ibn Ishaq al-Jondi, et qui s'adresse aux musulmans du rite malikite en général, mais surtout ceux d'Afrique. Dans le 43e chapitre intitulé L'adultère, l'inceste, la fornication et la sodomie, l'auteur décrit les actes sexuels illicites et qui doivent être punis. La sodomie y est décrite comme « l'acte intentionnel de l'individu pubère, doué de raison, musulman, qui introduit le gland du pénis (ou une portion du pénis égale à la longueur du gland) dans les parties naturelles d'une personne sur laquelle il n'a aucun droit légal reconnu par les docteurs de la loi [...] L'œuvre de la pédérastie ou sodomie est l'équivalent de cohabitation illicite et encourt la peine légale ou lapidation ». Néanmoins, ceci reste très théorique et très difficile à appliquer dans la vie réelle vu que, selon la jurisprudence malikite, l'acte de sodomie doit être prouvée soit à travers la confession de l'incriminé quatre fois et à quatre moments différents en présence d'un juge, soit à travers les témoignages de quatre hommes, musulmans, majeurs, libres et intègres, ayant vu en même temps, à partir du même endroit, la même chose.
Pour les fidèles du rite hanafite, la situation est beaucoup plus flexible et tolérée. Les juges ont la liberté de choisir entre la prison et la flagellation comme punition pour les accusés de sodomie. Ceci est basé sur la déclaration d'Abû Hanîfa, fondateur de ce rite : « Si Allah avait voulu la mise à mort du luti [celui qui commet la sodomie], il l'aurait précisé... ».

#### Après 1913

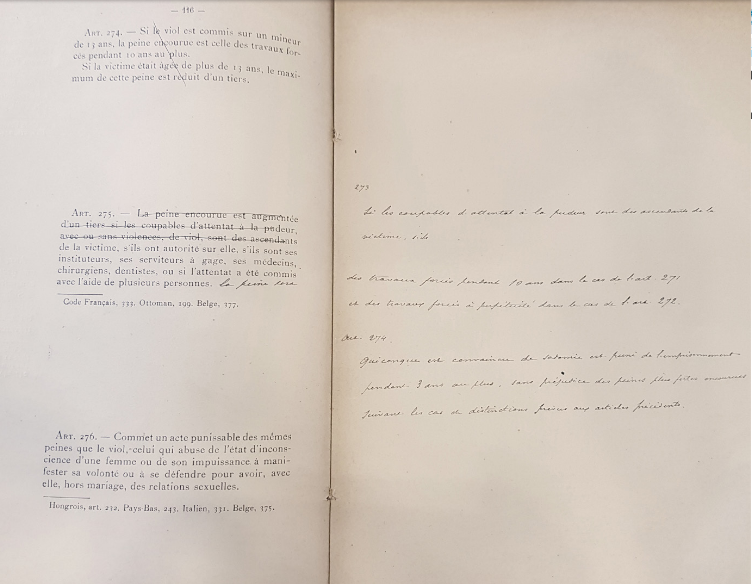
Note manuscrite de l'article 274 dont le texte est : Quiconque est convaincu de sodomie est puni de l'emprisonnement pendant trois ans, sans préjudice des peines plus fortes encourues suivant les cas et distinctions prévus aux articles.

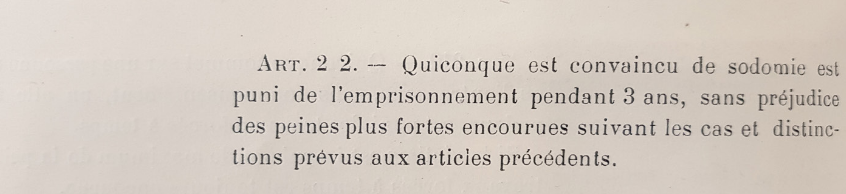
Article 212 du projet du code pénal dans la version de 1912.

La première version de l'actuel article 230 apparaît dans le code pénal de 1913 qui s'inspire du code pénal français de 1810, même si ce dernier ne criminalise pas la sodomie. Ce code est le fruit, parmi d'autres codes, des travaux de la commission de codification des lois tunisiennes créée par le résident général René Millet en septembre 1896. Cette commission est composée de huit membres dont deux Tunisiens (un juge hanafi et un juge maliki) et six Français. Selon les recherches dans les archives nationales[Lesquelles ?], la première mention de la sanction de la sodomie apparaît sous la forme d'une note manuscrite en marge de la section « Attentats aux mœurs » de l'avant-projet qui représentait le futur article 274. Contrairement à plusieurs autres propositions ajoutées, celle concernant l'article 274 n'est pas accompagnée d'une signature ou explication pouvant aider à identifier celui qui l'a proposé. Dans la version de 1912 de l'avant-projet du code, l'article est devenu 212 à la suite du changement de l'emplacement de l'ensemble de la section « Attentats aux mœurs ». Dans la version finale de 1913, l'article est devenu 230 pour la même raison, et a légèrement changé de formulation.

## Droits
- Mariage reconnu
- Autre type d’engagement reconnu
- Mariage à l’étranger reconnu
- Reconnaissance limitée du mariage homosexuel
- Reconnaissance limitée du mariage conclu à l’étranger (droit de séjour)
- Pas de reconnaissance des couples homosexuels

- Lois restreignant la liberté d’expression et d’association
- Peine théorique non appliquée en pratique
- Peine d’emprisonnement
- Peine de mort théorique et personnes non poursuivies
- Peine de mort

### Code pénal
La version en français de l'article 230 du code pénal de 1913 prévoit jusqu'à trois ans de prison pour « sodomie » entre adultes consentants. Mais la version en arabe, qui fait loi, vise l'« homosexualité féminine ou masculine ». En 2019, un collectif d'associations tunisiennes militantes pour les droits humains, le Collectif civil pour les libertés individuelles, publie un recensement d'après lequel 120 procès sur la base de cet article ont eu lieu en 2018 uniquement. Dans le cadre de cet article, les personnes suspectes de sodomie doivent subir un test anal par un médecin légiste afin de confirmer ou infirmer l'acte de pénétration. Ce test est considéré par la communauté activiste tunisienne ainsi qu'internationale comme une torture. Cependant, le test n'est pas systématique et toute personne accusée d'homosexualité peut refuser d'être examinée. Le problème majeur est l'accès de la communauté LGBT+ à cette information et beaucoup d'autres sur ses droits, chose que les ONG tunisiennes tentent de juguler à travers les différentes formations et campagnes de médiatisation qu'elles organisent. Le refus du test anal est cependant retenu comme élément à charge conduisant à des peines de prison ferme.
À part l'article 230, il existe aussi l'article 226 en rapport avec l'« outrage public à la pudeur » qui, de façon plus générale, criminalise toute expression d'affection entre les amoureux en public et donc donne plus de légitimité à la répression policière et/ou judiciaire contre les personnes LGBT+.
Pour les personnes intersexes, la loi de 1957 relative à l'état civil garantit le droit à rectifier le sexe de la personne dans l'état civil, à condition que ce soit la correction d'une erreur matérielle survenue au moment de l'établissement de l'état civil de la personne à la naissance, comme une ambiguïté rendant impossible l'identification correcte du sexe du nouveau-né ou bien une mutation sexuelle spontanée. De plus, les juges semblent être très ouverts aux interventions chirurgicales et médicales complémentaires, surtout pour les mineurs, s'appuyant aussi sur l'article 47 de la Constitution ainsi que sur le Code de la protection de l'enfant. Le premier cas documenté en Tunisie remonte au 28 mars 1990, quand un nouveau-né à Ben Arous est considéré comme de sexe masculin et prénommé Amir, mais qui, à l'âge de la puberté, s'est rendu compte qu'il avait tous les attributs d'un individu de sexe féminin. Après avoir été examiné par un médecin légiste pour une confirmation de ce phénomène de mutation biologique spontanée, le sexe a été rectifié en tant que « féminin » et le prénom a été modifié pour devenir Amira. Cependant, toutes ces possibilités restent impossibles pour les personnes transgenres nées cisgenres et voulant changer volontairement de sexe.
La communauté transgenre par contre a vécu sa première victoire le 8 juillet 2018 quand le tribunal de première instance de Tunis émet un jugement reconnaissant et acceptant le changement de l'état civil de Lina à Rayan pour un homme transgenre tunisien qui venait d'accomplir un changement de sexe face à sa dysphorie de genre. L'homme a reçu une hormonothérapie et une chirurgie esthétique. Toutefois, de façon générale, et en partant de l'idée que le sexe biologique fait partie du corps de la personne, son intégrité est garantie par l'article 21 de la Constitution, et donc l'atteinte à l'intégrité corporelle n'est envisageable qu'en cas de nécessité médicale pour la personne. Par conséquent, un éventuel acte médical ou chirurgical de réassignation du sexe ne peut être reconnu légalement que s'il est indispensable pour la survie de la personne. Le 22 décembre 1993, la cour d'appel de Tunis rejette la requête d'une transgenre pour changer son statut civil d'homme à femme ; le jugement déclare que son changement de sexe est une « opération volontaire et artificielle » qui ne peut justifier un changement de statut.

### Prises de position

#### Évolution de la position du gouvernement
En janvier 2002, le gouvernement de Mohamed Ghannouchi s'oppose au statut consultatif de l'Association internationale lesbienne et gay (ILGA) aux Nations unies et, en février 2004, le président de l'époque, Zine el-Abidine Ben Ali, assiste à une conférence de presse au cours de laquelle le président George W. Bush condamne les mariages homosexuels organisés à San Francisco.
Hamadi Jebali, du parti islamiste Ennahdha, déclare dans un entretien accordé aux lecteurs du Monde que les homosexuels peuvent tout à fait adhérer à son parti « s'ils en respectent le règlement et ses principes [qui seraient] contre leurs agissements ». Il ajoute qu'il n'existe pas, en Tunisie, de sanctions propres aux homosexuels : « il y a des lois pénales que tout le monde doit respecter ». En 2014, une proposition de plusieurs organisations de la société civile visant à annuler l'article 230 dans le cadre de la réforme du code pénal est refusée par le ministère de la Justice.
En octobre 2015, le ministre de la Justice, Mohamed Salah Ben Aïssa, se positionne en faveur de l'abrogation des dispositions de la législation tunisienne jugée anticonstitutionnelle, et particulièrement de l'article 230 du code pénal. Il lance un appel sur les ondes de la radio Shems FM, déclarant qu'une réflexion devait être menée sur l'abrogation de l'article 230 qu'il juge contraire aux libertés individuelles et au respect de la vie privée : « Pour moi le problème c'est l'article 230. C'est lui l'origine du problème, c'est lui qui criminalise. La criminalisation est le problème... Ce problème [...] se situe dans le fait que nous avons une loi qui criminalise cet acte ». Il rappelle que les lois devaient être amendées voire abrogées relativement à la nouvelle Constitution censée protéger les droits fondamentaux. Il se voit rapidement contredit par le président de la République Béji Caïd Essebsi, qui assure que « cela ne se produira pas », ainsi que par Rached Ghannouchi, le leader d'Ennahdha.
Le 27 octobre 2024, le ministère de la Justice condamne l’utilisation croissante des plateformes de réseaux sociaux telles que TikTok et Instagram pour diffuser des contenus « contraires à la morale publique », déclenchant une campagne d’arrestations et de condamnations contre les personnes LGBTI+.

#### Présidence de la République

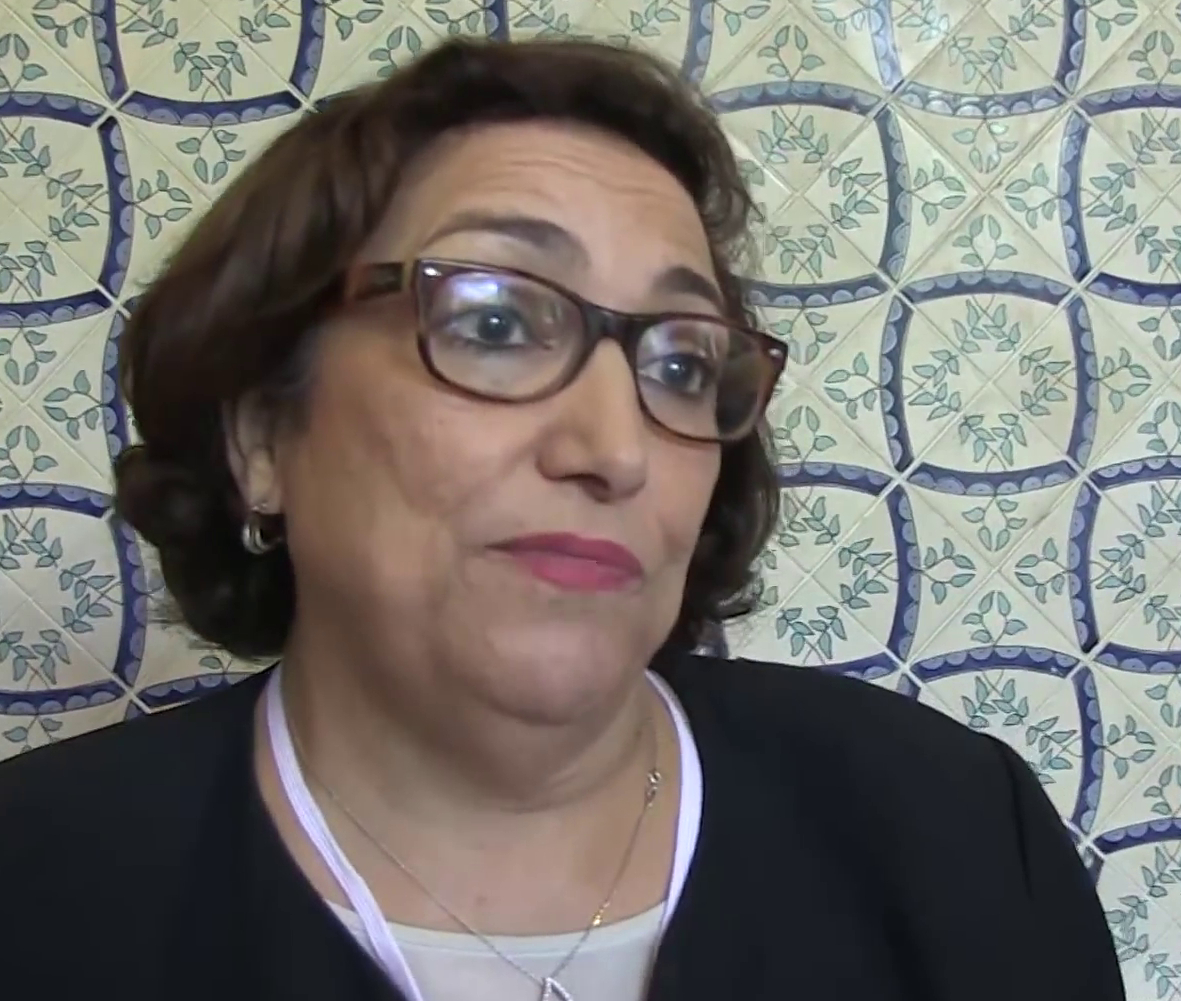
Bochra Belhaj Hmida, militante pour les droits humains et présidente de la COLIBE.

En août 2017, le président de la République, Béji Caïd Essebsi, crée la Commission des libertés individuelles et de l'égalité (COLIBE) qui se charge de proposer un rapport comportant des recommandations et des alternatives pour des textes de lois en rapport avec les droits humains qui seraient conformes à la fois aux impératifs de la Constitution de 2014 et aux normes internationales. Parmi les textes qui reçoivent beaucoup d'attention, l'article 230 du code pénal que la commission propose publiquement de supprimer, tout comme l'usage du test anal qu'il légitime. Cette initiative est perçue comme une tentative du président de laisser son empreinte dans l'histoire de la Tunisie et celle du monde arabe comme son modèle, Habib Bourguiba, qui a fait du pays un pionnier dans la région en matière des droits des femmes. Ce rapport, publié en juin 2018, reçoit beaucoup de soutien de la part d'autres ONG travaillant sur les droits humains, mais aussi beaucoup d'attaques, surtout sur les clauses en rapport avec la dépénalisation de l'homosexualité et l'égalité de l'héritage, qui sont considérés par l'imam Sabri Abdelghani comme « un terrorisme intellectuel qui veut faire éradiquer l'identité tunisienne pour laisser notre peuple sans religion, sans identité et sans aucun repère ».
Pendant sa campagne électorale, la position officielle du président Kaïs Saïed envers l'article 230 et les libertés individuelles n'est pas claire. Selon lui, « il faut simplement préserver les valeurs de la société, sans aller jusqu'à appliquer l'article 230 dans sa mouture actuelle », et tant que ceci ne dépasse pas la sphère publique, l'État n'a pas le droit d'intervenir. Lors d'une rencontre officielle après son élection avec l'écrivain Gilbert Naccache et la militante Azza Ghanmi (en), il leur confirme qu'il trouve les tests anaux, que les personnes soupçonnées d'homosexualité doivent subir, inadmissibles. Jusqu'à ce jour, aucune des recommandations du rapport n'a été traitée pour différentes raisons, comme le décès du président, les élections de 2019 et la lenteur du processus législatif au sein de l'Assemblée des représentants du peuple.
Par ailleurs, à l'occasion de l'élection présidentielle de 2019, et pour la première fois dans l'histoire du pays, un candidat ouvertement homosexuel se présente : il s'agit de Mounir Baatour, président du Parti libéral et l'un des fondateurs de l'association Shams. Baatour a été emprisonné trois mois en 2013 pour sodomie avec un lycéen âgé de 17 ans, ce qu'il a toujours nié. Cependant, 18 associations LGBT signent une pétition annonçant qu'elles ne soutiennent pas la candidature de Baatour qu'elles considèrent comme un véritable danger pour la communauté LGBT+ tunisienne. La candidature est finalement rejetée par l'Instance supérieure indépendante pour les élections.

#### Communauté internationale
Le 29 mars 2016, Human Rights Watch publie un communiqué sur la pénalisation de la sodomie dans lequel l'ONG émet diverses recommandations envers les autorités tunisiennes, demandant notamment au gouvernement d'enquêter sur les mauvais traitements délivrés aux détenus arrêtés sur la base de leur orientation sexuelle et propose la mise en place d'une « plainte confidentielle » pour les cas d'abus commis par les membres de la police. Ce communiqué propose également d'interdire les traitements discriminatoires sur les présuppositions à propos de l'orientation sexuelle, sur l'identité ou encore sur le genre et préconise de sanctionner les policiers violents. Par ailleurs, ce communiqué demande au ministère de la Justice de prohiber les examens anaux sur des hommes accusés de sodomie. Il suggère encore au Conseil national de l'ordre des médecins de Tunisie d'émettre une circulaire empêchant les médecins de prendre part à ces examens, considérant que la pratique de ceux-ci constitue une violation de l'éthique médicale. Enfin, il demande que l'Assemblée des représentants du peuple abroge l'article 230. Dans ce contexte, l'ONG a interviewé quatre personnes impliquées dans l'affaire de Kairouan, et trois de leurs avocats : ces personnes ont évoqué des insultes et passages à tabac commis dans les commissariats et les prisons. Le communiqué rappelle que le Comité des droits de l'homme a statué sur le fait que « l'orientation sexuelle est un statut protégé contre la discrimination ».

### Tableau des droits
| Dépénalisation de l'homosexualité                                                   | Non |
| Majorité sexuelle identique à celle des hétérosexuels                               | Non |
| Interdiction des discours de haine contre les LGBT                                  | Non |
| Interdiction de la discrimination liée à l'orientation sexuelle à l'embauche        | Non |
| Interdiction de la discrimination liée à l'identité de genre dans tous les domaines | Non |
| Mariage civil ou partenariat civil                                                  | Non |
| Adoption conjointe dans les couples de personnes de même sexe                       | Non |
| Adoption par les personnes homosexuelles célibataires                               | Non |
| Droit pour les gays de servir dans l'armée                                          | Non |
| Droit de changer légalement de genre (après stérilisation)                          | Non |
| Gestation pour autrui pour les gays                                                 | Non |
| Accès aux FIV pour les lesbiennes                                                   | Non |
| Autorisation du don de sang pour les HSH                                            | Non |
| Changement du sexe civil pour les personnes transgenres                             | Non |
| Changement du sexe civil pour les personnes intersexes                              | Oui |

## Violences

### Personnes homosexuelles
Entre le 14 janvier 2010 et l'année 2013, treize meurtres de personnes homosexuelles sont recensées par les associations ; les autorités ne reconnaissent que celles visant des personnes étrangères, à savoir un Italien et un Polonais, et sous la pression de l'opinion internationale. Les personnes affirmant le caractère homophobe de ces actes sont l'objet de violences physiques.
Le 3 mars 2016, la cour d'appel de Sousse confirme le principe de la culpabilité d'homosexualité pour six étudiants de Kairouan : ils sont condamnés à un mois de prison et 400 dinars d'amende. En 2018, la Cour de cassation renvoie l'affaire en appel et, le 19 décembre 2022, la cour d'appel de Kairouan annule les poursuites engagées contre l'un d'eux pour vice de procédure, les cinq autres ayant trouvé asile à l'étranger.
Marwen, un jeune étudiant, est condamné le 22 septembre 2016 à un an de prison ferme après avoir subi un examen anal, sur la base de l'article 230, pour homosexualité. Il avait été arrêté le 6 septembre à Hammam Sousse dans le cadre d'une enquête sur un homicide, les enquêteurs ayant trouvé son numéro sur le téléphone de la victime. Au cours de l'audition, il nie son implication dans le décès mais reconnaît avoir eu des relations sexuelles avec la victime. La police lui impose alors un test anal.
Cet emprisonnement suscite l'indignation sur la mise en pratique de la pénalisation des pratiques homosexuelles mais également sur le recours à un examen anal. Les jeunes du parti progressiste de gauche Al Massar publient un communiqué pour défendre le jeune homme contre « ce jugement contraire à la Constitution », appelant la commission des droits et des libertés de l'Assemblée des représentants du peuple à « prendre toutes ses responsabilités devant une telle situation, vu ce que cela représente comme danger sur le processus démocratique de la deuxième république ». L'association Damj accuse les progressistes de « manquer de courage » face à ce traitement « inhumain et illégal ». Quant à l'Association tunisienne de soutien des minorités, elle s'indigne ouvertement dans un communiqué à propos des déclarations du vice-président de la commission, Naoufel Jammali, qui indique que « nous n'examinons pas les affaires et les cas sociaux » ; elle déclare que l'affaire n'est selon elle, ni un cas social ni un fait divers, mais clairement révélatrice de la situation actuelle de la Tunisie sur les libertés et des droits.
Une campagne durant laquelle des discours de haine et des propos discriminatoires contre les militants et organisations LGBTI+ sont diffusés sur des centaines de comptes de réseaux sociaux, notamment ceux soutenant le président Kaïs Saïed, et relayés par certains médias de télévision et radio débute le 13 septembre 2024. Dans les quatre mois qui suivent, au moins 84 personnes sont arrêtées à Tunis, Hammamet, Sousse et Le Kef en raison de leur orientation sexuelle ou de leur identité de genre, réelle ou supposée.

### Personnes transgenres
Les personnes transgenres sont exposées à leur tour à de nombreuses agressions, que ce soit de la part de la société ou de la police même en absence d'un texte de loi criminalisant explicitement le changement de sexe. En 2018 par exemple, deux femmes transgenres sont arrêtées par les agents de police relevant du district de la sûreté nationale du Grand Tunis pour « racolage sur la voie publique » pour la première et « indécence et outrage à un fonctionnaire » pour la deuxième. Cette dernière, ayant déjà été persécutée en novembre 2016 puis condamnée en janvier 2017 à quatre mois de prison pour « atteinte à la pudeur », est emprisonnée dans une prison masculine malgré sa transition déjà effectuée. La cellule dans laquelle elle est logée compte cinquante autres détenus poursuivis pour crimes graves.

## Migrations
De nombreuses personnes LGBT+ tunisiennes, des centaines par jour d'après les associations, quittent le pays pour fuir les persécutions. Dans le même temps, la Tunisie accorde en 2015 le statut de réfugiée à Cléo, une militante transgenre qui a fui son pays, le Bénin, à cause de son identité sexuelle et de son activisme. Cette dernière a aussi continué à recevoir son hormonothérapie dans des institutions tunisiennes, même si certains médecins ont été agressifs et ont prescrit les médicaments mais n'ont pas accepté de faire le suivi selon ses dires. L'acceptation de la demande d'asile s'est faite en partie grâce à la Maison du droit des migrations qu'elle a contacté pour la première fois, et au bureau national du Haut Commissariat des Nations unies pour les réfugiés.

## Militantisme

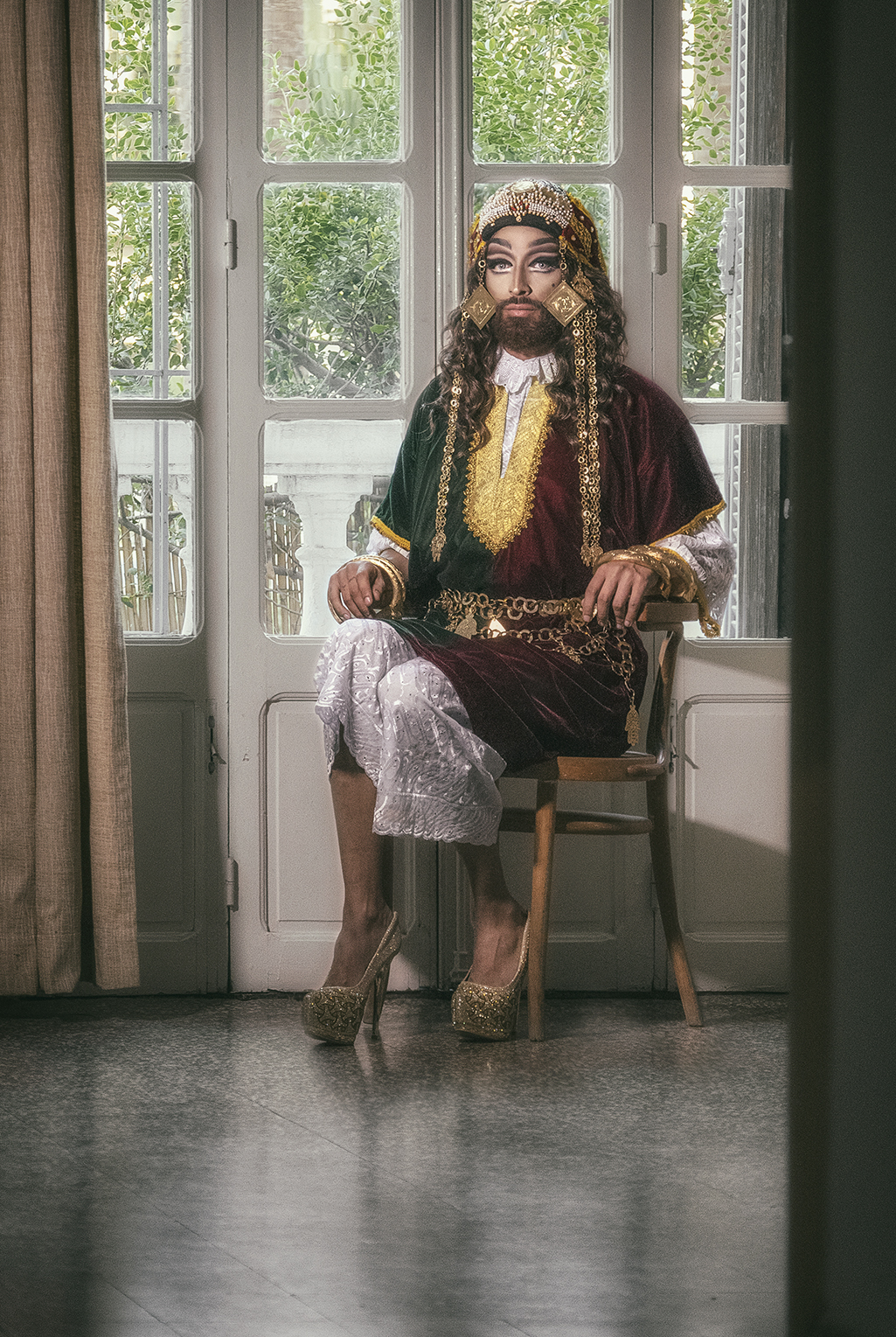
Autoportrait de Khookha McQueer, l'une des premières femmes transgenre et drag queen activistes en Tunisie, qui a proposé une alternative pour un langage arabe inclusif.

À la suite de la révolution, un webzine, Gayday, est lancé en mars 2011, de même qu'une radio en ligne. Toutefois, à la suite de la victoire du mouvement islamiste Ennahdha aux élections du 23 octobre 2011, le ministre des Droits de l'homme et de la Justice transitoire Samir Dilou déclare son opposition à la publication et considère l'homosexualité comme un trouble médical qu'il faut soigner ; cette position est critiquée par Reporters sans frontières et Amnesty International pour qui « cautionner la discrimination pour des motifs liés à l'orientation sexuelle ou à l'identité de genre revient à donner le feu vert aux violations les plus graves des droits humains ». Les réseaux sociaux permettent alors de créer un espace de débat, notamment autour de la question de la dépénalisation de l'homosexualité. L'Association tunisienne des femmes démocrates et la Ligue tunisienne des droits de l'homme se positionnent officiellement pour l'abrogation de l'article 230, appelant à mettre un terme à toutes les formes de discriminations basées sur l'orientation sexuelle.
Le militantisme LGBT+ en Tunisie est tourné vers la protection concrète et urgente des personnes menacées : elles sont cachées aux autorités, souvent au prix de déplacements fréquents. Il existe aussi une maison effectuant de l'hébergement d'urgence, L'Appartement 19, ainsi qu'une caisse de solidarité. Il existe aussi une stratégie d'occupation de l'espace public, par des tags en arabe et en anglais, ainsi qu'une journée de visibilité lors de la journée mondiale contre l'homophobie, le 17 mai.
En décembre 2019, quatre associations officiellement reconnues par l'État travaillent directement sur la question LGBT+ en Tunisie.

### Mawjoudin
Fondée en 2014, par des militants féministes et LGBT+ qui luttent contre l'hétérosexisme, l'homophobie, la biphobie, la transphobie et le sexisme, l'association Mawjoudin organise des espaces de soutien psychologique aux victimes de discriminations de ce type. Elle propose des lieux d'écoute entre les membres de la communauté, donne des informations et rédige des rapports sur les droits des personnes LGBT+,. Ses membres proposent des interventions dans les écoles, lycées et universités. L'association dispose également d'un réseau de professionnels de la santé (psychothérapeutes, psychologues et médecins), des droits (juristes et avocats) et fait un travail important de lobbying afin d'interpeller sur les cas d'arrestations arbitraires liées uniquement à l'identité ou à l'orientation sexuelle, voire d'autres cas de torture perpétrés par la police. Cette association organise des ateliers, pour développer le réseau des acteurs sensibles à cette question et mettre en place des actes solidaires de la communauté, et plusieurs journées culturelles ainsi que des projections avec l'ONG féministe Chouf.

### Chouf
Chouf est une association féministe qui travaille sur les droits de toute personne s'identifiant comme femme en Tunisie (personnes LBT : lesbiennes, bisexuelles et transgenres). Selon les membres du groupe, le motif principal derrière la création du groupe est le fait que les associations LGBT+ privilégient souvent la communauté des hommes cisgenres gay. L'association suit une stratégie basée sur l'artivisme dans ses activités comme son festival annuel d'arts féministes, Chouftouhonna.

### Damj
Damj représente la première association LGBT+ à obtenir l'approbation de l'État tunisien en 2011, après une première tentative en 2010 sous le régime de Zine el-Abidine Ben Ali. Le collectif est créé en 2008 par un groupe d'avocats qui cherchent activement des cas de poursuites en raison de l'orientation sexuelle dans les tribunaux tunisiens.
En février 2025, 27 organisations de la société civile expriment leur solidarité avec Damj et sa coordinatrice, la militante transgenre Mira Ben Salah, face à la répression croissante visant l'association à partir de janvier 2024 et appellent les médias à cesser de relayer des discours incitant à la haine,.

### Shams
En 2014, un projet d'association visant l'abolition de l'article 230 et 226 du code pénal voit le jour à l'initiative d'un groupe d'une quinzaine de femmes et d'hommes souhaitant « prouver que les homosexuels sont des citoyens et des patriotes qui devraient être égaux en droits avec le reste de la population ». Il se concrétise le 18 mai 2015 avec l'obtention par l'association Shams pour la dépénalisation de l'homosexualité en Tunisie de son visa d'activité, suscitant une vive polémique médiatique. Contrairement aux autres associations, la stratégie de Shams est basée sur la polémique médiatique et l'exposition directe. Selon son président Mounir Baatour, le groupe suit cette méthode depuis la création de l'association en 2015, dans le but de créer le débat autour de la question du genre. Il considère que même si beaucoup d'autres activistes tunisiens et internationaux critiquent cette approche de choc, Shams a pu atteindre son objectif et a fait de l'homosexualité un sujet de débat fréquent sur les différentes plateformes médiatiques tunisiennes,.

## Représentations culturelles

### Cinéma

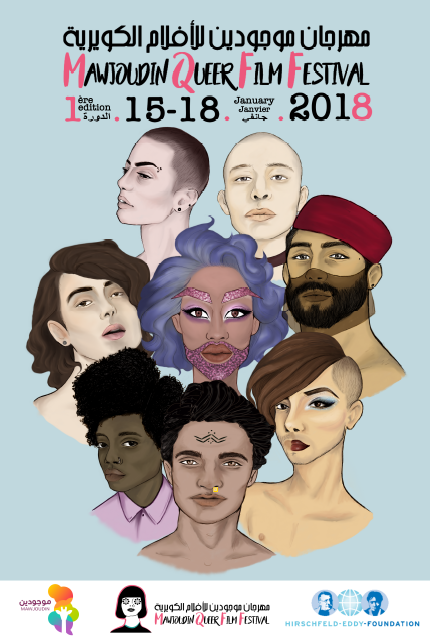
Affiche de la première édition du festival de Mawjoudin pour les films queers en 2018.

Plusieurs films tunisiens mettent en scène l'homosexualité ou la bisexualité : L'Homme de cendres, de Nouri Bouzid (1986) ; Bedwin Hacker de Nadia El Fani (2002) ; Fleur d'oubli de Salma Baccar (2006) ; Le Fil de Mehdi Ben Attia (2008) ou Histoires tunisiennes de Nada Mezni Hafaiedh (2012).
Le discours social autour de ces films est l'omerta : Le Fil n'a pas été diffusé en Tunisie et les critiques d'Histoires tunisiennes passent sous silence la partie du film concernant la découverte par une jeune femme de l'homosexualité de son mari. L'homosexualité masculine est représentée comme souffrant de cette clandestinité, non-virile, indigne, tandis que l'homosexualité et la bisexualité féminine est montrée comme profitant de cette clandestinité comme d'un jeu. Les personnages homosexuels servent de prétexte à une critique de l'ordre patriarcal.
Dans ce contexte, le Festival du film queer se tient pour la première fois à Tunis en janvier 2018, à l'initiative de l'association Mawjoudin, pour défendre les droits des LGBT+ à travers la diffusion de courts métrages,. Ce festival annuel, symbolique pour le respect des droits de la communauté LGBT+ en Tunisie, est soutenu par la Fondation Hirschfeld-Eddy. Il interpelle l'opinion internationale sur le fait que l'homosexualité est toujours considérée comme un crime dans de nombreux pays africains, s'imposant comme le premier festival qui traite des questions de l'identité de genre et de l'orientation sexuelle non normative de la région MENA. Il s'agit, selon l'un des coordinateurs de Mawjoudin, « d'aider à mieux comprendre les thématiques de genre et de sexualité non normative ». C'est l'occasion de mettre en place une plateforme d'échanges entre les communautés LGBT+ et les personnes qui sont ouvertes à ces questions ; c'est également l'occasion de faire émerger une culture alternative dépassant les stéréotypes hétéronormés et cisgenre. Pour la deuxième édition, la cérémonie de clôture du festival organisée à proximité du siège du ministère de l'Intérieur accueille plus de 1 000 personnes. Afin d'éviter l'attention et d'assurer la sécurité des participants, vu qu'il y a parmi eux des femmes transgenres, l'association met à l'entrée du lieu un panneau « soirée déguisée ».
À l'occasion des Journées cinématographiques de Carthage 2019, et pour une première fois, l'actrice transgenre du film Au-delà de l'ombre, Sandra Neifer, fait un défilé sur le tapis rouge de la cérémonie d'ouverture.

### Théâtre

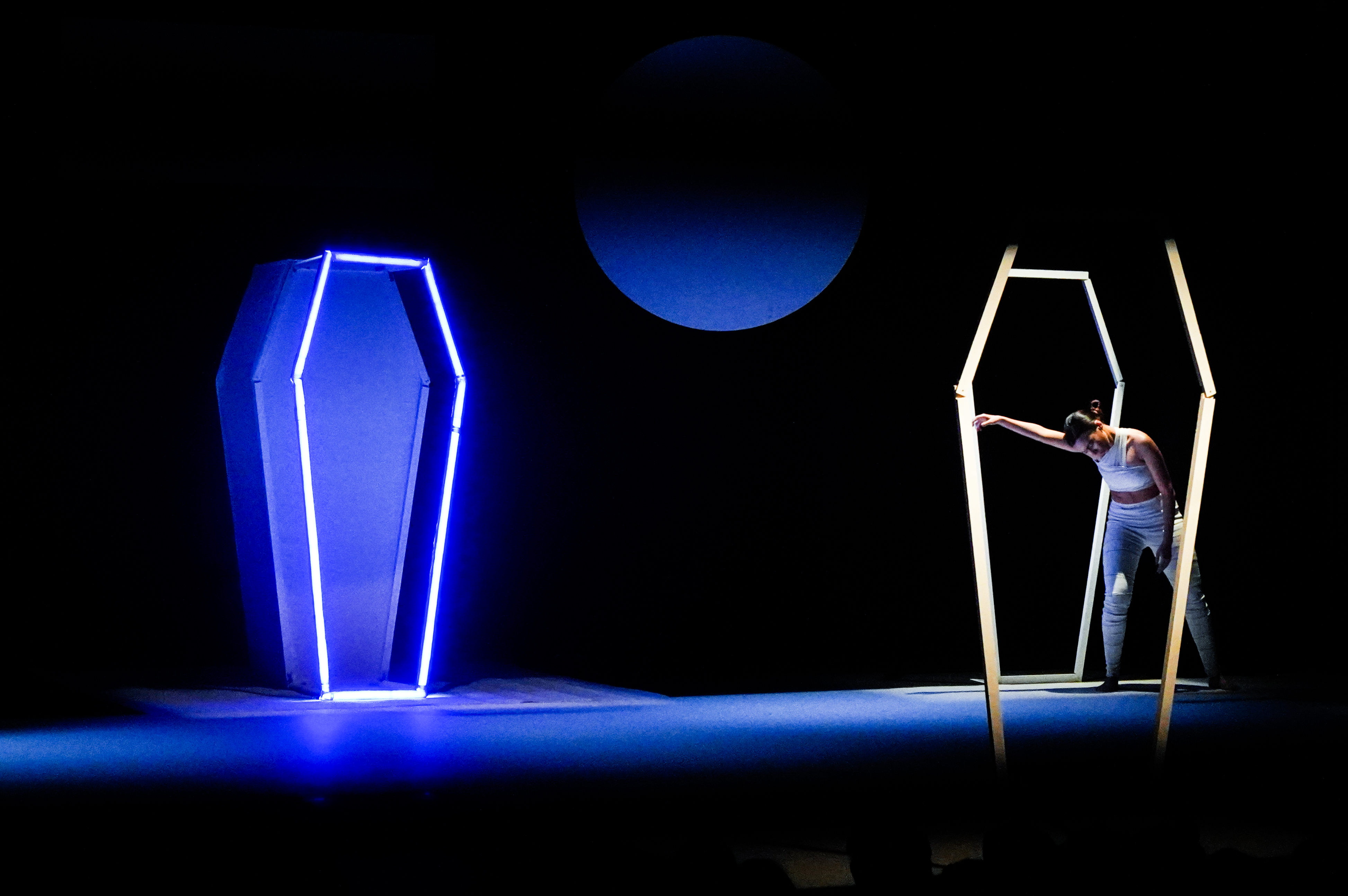
Scène de la pièce TranstyX.

Beaucoup de pièces de théâtre tunisiennes ont traité la question de l'identité et de l'orientation sexuelle avec différentes approches. Parmi les pièces les plus marquantes et qui ont exposé d'une façon très directe l'homosexualité figure l'adaptation de la pièce française La Cage aux folles, Mrajel, en 2015. À travers le nom de la pièce qui est un assemblage de deux mots, Mra (femme) et rajel (homme), et le couple homosexuel qui représentent les deux personnages principaux, l'auteur de la pièce et acteur Haythem Hadhiri veut critiquer la binarité et l'hypocrisie de la société conservatrice. La pièce s'est joué principalement dans l'espace Le Mondial, avec des représentations prévues au Théâtre municipal de Tunis mais annulées à la dernière minute et sans explication par la direction du théâtre.
En décembre 2019, El Teatro, et en partenariat avec l'association Zanooba, produit une pièce de théâtre intitulée TranstyX, qui présente aux spectateurs les défis auxquels les personnes non normatives en Tunisie en général, et les personnes transgenre d'une façon plus précises, sont exposées. La pièce est présentée plusieurs fois et reçoit des retours positifs.
En mai 2022, la metteuse en scène Essia Jaïbi présente Flagranti, la première pièce de théâtre queer de Tunisie coproduite par Mawjoudin. En plus de Fatma Ben Saïdane, elle est jouée par cinq autres acteurs de tous âges sur un scénario inspiré de vrais témoignages,.

### Littérature
Dans son livre Amyntas, André Gide décrit sa première expérience amoureuse homosexuelle lors de sa première visite en Tunisie, où il fait la rencontre de son premier amant tunisien à Sousse.

### Médias
À la suite de propos homophobes prononcés au cours de son émission Chellet Amine et signalés par l'association Mawjoudin, l'animateur de Mosaïque FM Amine Gara, qui est alors ambassadeur de marque de l'entreprise pétrolière et gazière française Total, perd son contrat avec cette dernière.